# Narzędzia otoczakowe

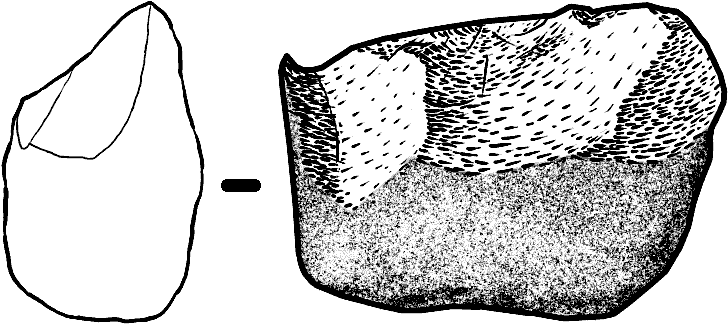
Narzędzia otoczakowe

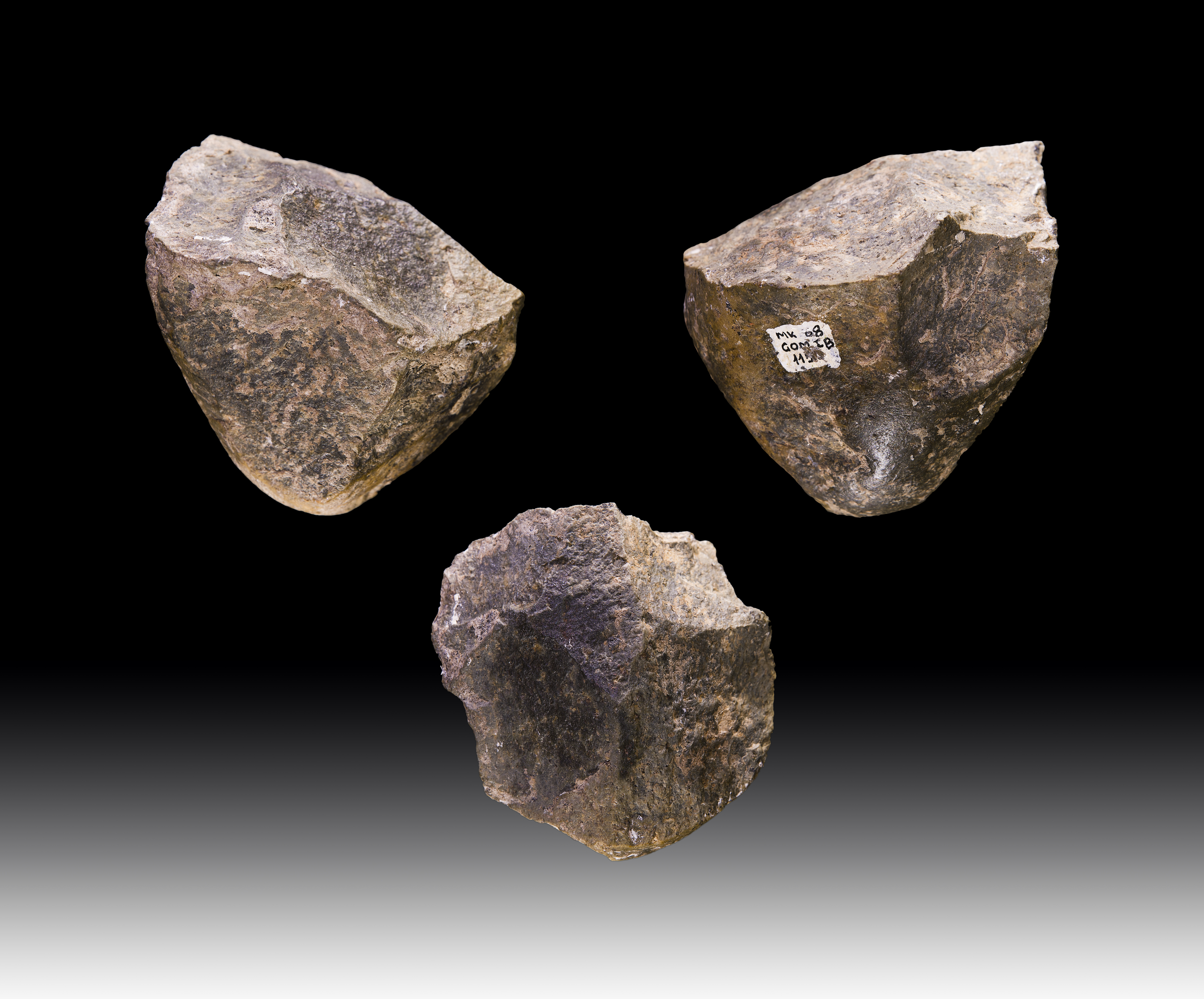
Nacinaki znalezione w etiopskiej osadzie Hadar, mające ok. 1,7 mln lat

Narzędzia otoczakowe – narzędzia charakteryzujące pierwsze przemysły dolnopaleolityczne. Były to otoczaki (niekiedy okruchy skał twardych) przystosowane do pracy przez odbicie odłupków na obwodzie. 
Wyróżnia się trzy grupy narzędzi otoczakowych:
- narzędzie otoczakowe jednostronne (nacinak, ang. chopper)[1] – narzędzie otoczakowe z jednostronną obróbką; część pracująca powstaje przez krawędź przecięcia płaszczyzn negatywów odbitych odłupków z płaszczyzną nieprzygotowanej podstawy;

- narzędzie otoczakowe dwustronne (ang. chopping tool)[1] – narzędzie otoczakowe z dwustronną obróbką; część pracująca powstaje na przecięciu płaszczyzn negatywowych odłupków oddzielonych po obu stronach wyrobu;

- sferoidy ściankowe (fr. sphéroïdes à facettes)[2] – narzędzia z obróbką wielostronną (wielokierunkową). Powstawały w następujący sposób: powierzchnie jednych negatywów przyjmowano jako podstawy dla kolejnych odbić. W ten sposób powstawał nieumiarkowany wielościan. Narzędzia takie występują m.in. w niektórych afrykańskich kulturach otoczakowych[2].

Istnieją również formy przejściowe pomiędzy narzędziami otoczakowymi a innymi grupami narzędzi, m.in.:
- narzędzia otoczakowe powstałe na skutek starannej obróbki, zawierające prostą lub wypukłą krawędź pracującą, utworzoną przy pomocy większej ilości oddzielonych przy niej odłupków[2], stanowiące grupę przejściową do zgrzebeł[2];

- protopięściaki (ang. proto hand axe) – narzędzia otoczakowe jednostronne (rzadziej dwustronne) z obróbką na większej części obwodu i krawędzią pracującą załamaną, tworzącą rodzaj wysuniętego ostrza-wierzchołka[2]; stanowią formę przejściową do pięściaka[2]. Posiadają rozliczne warianty różniące się kształtem i zasięgiem obróbki[2].

Narzędzia otoczakowe wykonywano przy użyciu tłuka kamiennego; są one szeroko rozprzestrzenione w inwentarzach dolnopaleolitycznych. Badania w Transwalu i Tanzanii wykazują, że były one prawdopodobnie dziełem niektórych australopiteków.
Na obszarach wschodniej Azji (wschodnia Syberia, Mongolia, Korea, Chiny oraz Półwysep Malajski) narzędzia otoczakowe występują aż do początku holocenu. Występowały również w najdawniejszych zespołach dolnopaleolitycznych Europy (jaskinia Vallonet koło Nicei, Vértessüllös koło Budapesztu). Na niektórych terenach europejskich, m.in. w Hesji i Czechach, wykazano, że narzędzia otoczakowe przetrwały w przemysłach paleolitu środkowego, a nawet górnego.